# Danišovce
Danišovce (allemand : Diensdorf ,hongrois : Dénesfalva) est un village de Slovaquie situé dans la région de Košice.

## Histoire
La première mention écrite du village date de 1287.

## Démographie

### Évolution de la population
| Année:               | 1994. | 2004.    | 2014.    | 2024.   |
| -------------------- | ----- | -------- | -------- | ------- |
| Nombre de personnes: | 326   | 454      | 555      | 558     |
| Différence:          |       | +39,26 % | +22,24 % | +0,54 % |

| Année:               | 2023. | 2024.   |
| -------------------- | ----- | ------- |
| Nombre de personnes: | 563   | 558     |
| Différence:          |       | -0,88 % |